# デス・ウィッシュ
『デス・ウィッシュ』（Death Wish）は、2018年にアメリカ合衆国で公開されたアクション映画である。監督はイーライ・ロス、主演はブルース・ウィリスが務めた。本作はブライアン・ガーフィールドが1972年に上梓した小説『狼よさらば』を原作とした映画作品『狼よさらば』（Death Wish）のリメイク作である。

## ストーリー
2016年、穏やかな性格で争いごとを好まない外科医のポール・カージーはシカゴで妻と娘と一緒に暮らしていた。娘の大学進学も決まり幸せな毎日を過ごしていたが、ある夜、彼が不在の時に自宅へ押し入った3人組の強盗に妻は殺害され、娘は意識不明の重体になってしまう。
ポールは妻の葬儀のためテキサス州にある妻の実家を訪れる。葬儀からの帰り道、農場に侵入した密猟者に気付いた義父は車に積んでいた銃を持ち出し、威嚇射撃をして彼らを追い払う。義父は「警察が来るのは事件が起こった後で手遅れだ。大事な物を守るには自分で行動するしかない」とポールに話す。
シカゴに戻ったポールが捜査の進捗を調べるために警察署を訪れると、壁一面に貼られた未解決事件リストの数に驚愕する。刑事との会話で殺人事件に対する市民の無力さを痛感した帰り道、ポールは男に絡まれる女性を助けようとして暴行されてしまう。
ある日、運び込まれた患者に処置をしようとしたポールの足元に患者が持っていた拳銃が落ちてきた。ポールはそれをこっそり持ち帰ると自在に扱えるよう訓練を始める。
娘の容態が日に日に心配になっていく中、夜の自警活動を始めたポールは女性を助けるために暴漢を拳銃で撃ち、明確な意思を持って殺害する。その様子を撮影した動画がネットに公開されると、世間はポールを「シカゴの死神」と呼ぶようになる。続けてポールが麻薬の売人を殺害すると、世間ではその是非を巡って論争が起き始めたが、肯定的な意見が多数だった。
間もなくして、ポールは重体で運び込まれた男が盗まれた自分の時計を着けていることに気付き、持っていた携帯電話から盗品を転売する店の情報を得る。盗品の奪回を図る中で店にやってきた強盗犯の1人を殺害し、その男から聞き出した情報でもう1人の殺害にも成功する。
翌日、ポールの元に強盗犯の最後の1人、ノックスから呼び出しの電話がかかってくる。指定されたナイトクラブで銃撃戦になり、ポールはその場から逃走したが、ノックスはポールの勤務する病院に運び込まれる。
夜中になって娘の意識が戻ったことを知らされ病院に駆けつけたポールは、弟の説得もあって自警活動から手を引くことを決意する。しかし、娘が退院する日にノックスが現れていずれ襲撃するつもりでいることを告げられる。
数日後、ポールの家をノックスとその仲間が襲撃する。娘を安全な場所に隠したポールは、正規入手した銃でノックス達を迎撃し全滅させる。駆けつけた警察は正当防衛であると判断し、ポールは銃を永久に手放すことを誓った。
しかしそれからしばらくして、街で騒ぎを起こす不良に対して、指鉄砲を突きつけて不気味に笑うポールの姿があった。

## キャスト
※括弧内は日本語吹替声優。
- ポール・カージー - ブルース・ウィリス（内田直哉）： 外科医。仕事を妻子に理解してもらえるなど家庭にも恵まれていたが強盗に家族を傷つけられる不幸にあう。このこともあり自警に目覚める。
- フランク・カージー - ヴィンセント・ドノフリオ（加藤清司）： ポールの弟。
- ルーシー・カージー - エリザベス・シュー（寺依沙織）： ポールの妻。強盗に襲われて死亡する。仕事が忙しい夫を気に掛ける賢婦人。
- ジョーダン・カージー - カミラ・モローネ（ブリドカットセーラ恵美）： ポールの娘。強盗に襲われて意識不明の重体に陥る。
- ケヴィン・レインズ刑事 - ディーン・ノリス（木村雅史）
- ノックス - ボー・ナップ（細川祥央）： 強盗団のリーダー。
- レオノーレ・ジャクソン刑事 - キンバリー・エリス（きそひろこ）
- ベン - レン・キャリオー： ポールの義父。
- ザ・フィッシュ - ジャック・ケシー（英語版）： 強盗団の一人。
- ジョー - ロニー・ジーン・ブレヴィンズ（英語版）： 強盗団の一人。
- ベサニー - カービー・ブリス・ブラントン（英語版）： 銃砲店の店員。ポールに説明する。
- クリス・サルガド医師 - マイク・エップス（クレジットなし）： ポールの親友。

## 製作
2006年、シルベスター・スタローンが『狼よさらば』を再映画化し、自ら監督と主演を務めるつもりだと述べた。スタローンは「チャールズ・ブロンソン演じるポール・カージーは建築家でしたが、私はポールを善良な警官―しかも、訓練以外で拳銃を使うことなく生きてきた警官―として描写するつもりです。そうすることで、ポールは復讐を実行すべきか否かという倫理的葛藤に追い込まれることになります。」「1974年版をリメイクをするのではありません。」と語った。
2012年1月、ジョー・カーナハンが『狼よさらば』の脚本を執筆し、監督も兼任する予定だと報じられた。カーナハンはリーアム・ニーソンとフランク・グリロの出演を希望していたのだという。
カーナハンが降板してから4年間、後任の監督が決まらずに企画が迷走した。2016年3月、後任の監督がアハロン・ケシャレスとナヴォット・パプシャドに決定し、ブルース・ウィリスがポール・カージーを演じることが決まった。ポール・カージー役にはラッセル・クロウ、ウィル・スミス、マット・デイモン、ブラット・ピットらも候補に挙がっていたという。5月、脚本の修正を巡りスタジオ側と対立したため、ケシャレスとハプシャドが降板した。6月、2人の後任として、イーライ・ロスが起用されることとなった。8月25日、ヴィンセント・ドノフリオとディーン・ノリスが本作に出演するとの報道があった。10月7日、キンバリー・エリスとカミラ・モローネの出演が決まった。17日、ロニー・ジーン・ブレヴィンスが本作に出演すると報じられた。
2016年9月、本作の主要撮影がシカゴで始まった。10月にはカナダのモントリオールでの撮影が行われた。

## 公開
2017年6月、アンナプルナ・ピクチャーズは本作を同年11月22日に全米公開すると発表した。しかし、同年10月、本作の全米公開日が2018年3月2日に延期され、全米配給をメトロ・ゴールドウィン・メイヤーが手掛けるとの報道があった。

## 興行収入
本作は『レッド・スパロー』と同じ週に封切られ、公開初週末に1500万ドル前後を稼ぎ出すと予想されていたが、実際の数字はこれを若干下回るものであった。2018年3月2日、本作は全米2847館で公開され、公開初週末に1301万ドルを稼ぎ出し、週末興行収入ランキング初登場3位となった。

## 評価
本作は批評家から賛否両論であった。映画批評集積サイトのRotten Tomatoesには125件のレビューがあり、平均点は10点満点で3.9点となっている。サイト側による批評家の見解の要約は「『デス・ウィッシュ』はオリジナルの単なる焼き直し以上のものであり、オリジナルにあった根性と信念は残っている。ただ、公開時期があまりにも悪かった。」となっている。また、Metacriticには32件のレビューがあり、加重平均値は31/100となっている。なお、本作のCinemaScoreはB+となっている。一方でサンフランシスコ・クロニクルのミック・ラサークは、「本作は、一作目以降の『デス・ウィッシュシリーズ』よりも優れている」と高く評価した。またInternet Movie Databaseでのユーザー評価は84%であった。
本作の全米公開に先立つ2018年2月14日、フロリダ州の高校で銃乱射事件が発生していた。それ故、「人々の記憶に当該事件が焼き付いている状況下で、拳銃を使った自警行為を称賛するかのような作品を公開したのは適切ではない」という主旨の批判が相次いだ。こうした批判に対し、イーライ・ロス監督は「私は家族について語りたかったのです。『もし自分の家族がカージー家のような目に遭ったなら、貴方はどうしますか』という主題にこだわりたかったのです。（中略）。銃社会を讃えたかったわけではありません。」と釈明している。